# Don Redman
Don Redman, geboren als Donald Matthew (Piedmont, 29 juli 1900 - New York, 30 november 1964), was een Amerikaanse jazzmuzikant (saxofoon, klarinet, zang), bandleider, arrangeur en componist.

## Biografie
Redman leerde al op 3-jarige leeftijd trompet spelen, op 6-jarige leeftijd speelde hij voor de eerste keer in een band en op 12-jarige leeftijd bespeelde hij een reeks blaasinstrumenten, waaronder trompet, hobo, maar ook piano. Hij studeerde aan het Storer's College in Harpers Ferry en aan het conservatorium in Boston. Nadat hij lid was van Lois Deppes Serenaders, voegde hij zich in 1923 bij Billy Page's Broadway Syncopaters in New York.
In 1924 werd hij lid van het orkest van Fletcher Henderson, waar hij voornamelijk klarinet en saxofoon speelde. Al in 1924 nam hij in deze band de eerste scatzang uit de jazzgeschiedenis op (My Papa Doesn't Two-Time No Time). Spoedig ondersteunde hij Henderson bij het schrijven van arrangementen. Hun werk was stijlvormend voor de bigbandswing.
In 1927 voegde hij zich bij de McKinney's Cotton Pickers uit Detroit, waarbij hij speelde en arrangeerde tot 1931. Daarnaast was hij in december 1928 ook te horen op opnamen van Louis Armstrong en diens Savoy Ballroom Five. In 1931 formeerde hij zijn eigen band, die lang optrad in de bekende jazzclub Connie's Inn in Manhattan. Hij kreeg een platencontract bij Brunswick Records en hij had ook enkele radio-optredens. Redmans composities werden ook gekozen voor de soundtrack van de Betty Boop-cartoon I Heard. Met Chant of the Weed had hij in 1931 ook een eerste hit in de Billboard-hitlijst.
Bekende muzikanten van zijn band waren onder andere Sidney De Paris (trompet), Edward Inge (klarinet) en de zanger Harlan Lattimore, ook bekend als de zwarte Crosby. Daarnaast arrangeerde hij voor andere orkestleiders als Paul Whiteman, Isham Jones, Ben Pollack en Bing Crosby.
In 1937 experimenteerde Redman met het re-arrangement van oude popklassiekers voor Variety Records. Eind 1938 nam hij weer onder zijn eigen naam op voor Bluebird Records. Margie werd in januari 1939 de laatste hit van zeven van Redman. In 1940 werd zijn orkest ontbonden en concentreerde hij zich op het freelance schrijven van arrangementen voor andere artiesten als Jimmy Dorsey, Jimmie Lunceford, Count Basie en Harry James. Hij organiseerde in 1946 de eerste Amerikaanse band, die na de oorlog weer op een Europese tournee ging en waartoe muzikanten behoorden als Don Byas en Tyree Glenn.
In 1949 had hij een show bij CBS, tijdens de jaren 1950 werkte hij als leider van de band voor de zangeres Pearl Bailey. Daarna trad hij zelden nog op in het openbaar, speelde hij in 1958/1959 nog een keer, om zich daarna te wijden aan zijn uitgebreide composities (die nooit werden uitgebracht).

## Privéleven en overlijden
Don Redman is de oom van Dewey Redman. Hij overleed in november 1964 op 64-jarige leeftijd.

## Discografie
- For Europeans Only (SteepleChase Records, 1946, ed. 1983)
- Swiss Radio Days: Geneva 1946 (TCB, ed. 1999)